# Percrocútids
Els percrocútids (Percrocutidae) són una família extinta de carnívors feliformes semblants a hienes, que visqueren a Àsia, Àfrica i l'Europa meridional durant el Miocè i el Pliocè.
Els primers percrocútids aparegueren a Europa i l'Àsia occidental durant el Miocè mitjà i pertanyien al gènere Percrocuta. Percrocuta ja tenia les premolars grosses, però no era capaç de mossegar tan fort com la forma posterior, Dinocrocuta (Miocè superior). Originalment, aquests carnívors foren classificats amb les hienes a la família dels hiènids. Avui en dia, la majoria de científics creuen que els percrocútids formen una família distinta, tot i que encara hi ha autors que els classifiquen en la família dels estenoplesíctids, considerada parafilètica.